# Ale jestem
Ale jestem – pierwszy album Anny Marii Jopek po podpisaniu kontraktu z PolyGram Polska.
Album uzyskał certyfikat złotej płyty.

## Lista utworów
1. „Ale jestem” – 2:58
2. „Tao” – 4:40
3. „Zanim zasnę” – 3:15
4. „Cud niepamięci” – 3:24
5. „Li Mom Poola” – 3:47
6. „Wiem i chcę” – 3:57
7. „Nie przychodzisz mi do głowy” – 3:18
8. „Trudno u-cha-cha” – 2:18
9. „Dłoń zanurzasz we śnie” – 2:44
10. „Joszko Broda” – 3:50
11. „Białe żagle czarne żagle” – 4:10
12. „Psalm” – 5:00

Źródło: Discogs.com.

## Single
- „Ale jestem” (1997)
- „Joszko Broda” (1997)
- „Nie przychodzisz mi do głowy” (1997)
- „Cud niepamięci” (1998)